# Casa bandeirista

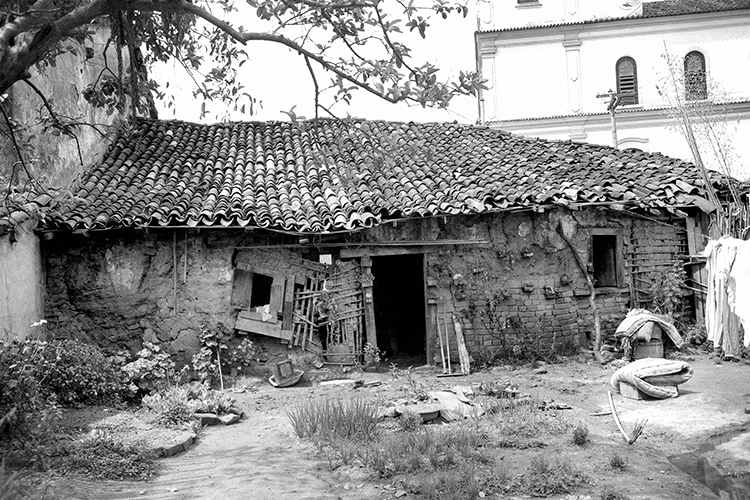
Casa do Anhanguera em 1955, antes do restauro.

Casa bandeirista é um tipo da arquitetura colonial rural paulista, comum nas proximidades de São Paulo dos Campos de Piratininga durante os séculos XVII e XVIII.

## Característica
Construída com a técnica de taipa de pilão, possui uma planta tipicamente simples, em forma quadrada ou retangular. Uma porta central, com varanda, ladeada por dois cômodos frontais — o quarto de hóspedes e a capela — abre-se para um salão principal, pelo qual tem-se acesso a outros cômodos, ou alcovas.
A técnica construtiva adotada se deve ao fato de que nas proximidades de São Paulo não haviam pedras disponíveis para a fabricação da cal, a ser utilizada na alvenaria, e o transporte da madeira era muito difícil.
Durante 250 anos tanto a planta quanto o partido arquitetônico da casa bandeirista se mantiveram inalterados, o que mostra uma sociedade estável e sem grandes alterações de suas necessidades e cultura.
Alguns poucos exemplos de casas bandeiristas resistiram ao tempo e chegaram até os nossos dias, como a Casa do Bandeirante, a Casa do Anhanguera a Casa do Sertanista, a Casa do Sítio Tatuapé, a casa da Chácara do Rosário, em Itu, e o Museu Barão de Mauá, na cidade de Mauá. (Não confundir com o Museu Ferroviário Barão de Mauá, este localizado em Jundiaí).
Há alguma controvérsia, entre os estudiosos, sobre a nomenclatura do estilo. A referência aos personagens históricos conhecidos como "bandeirantes" é considerada por alguns autores como uma anacronia, ou mesmo uma construção ideológica idealizada nas primeiras décadas do século XX.